# Первомайский (Арсеньевский район)
Первомайский  — посёлок в Арсеньевском районе Тульской области России. 
В рамках административно-территориального устройства входит в Мокровский сельский округ Арсеньевского района, в рамках организации местного самоуправления входит в муниципальное образование Астаповское со статусом сельского поселения в составе муниципального района.

## География
Расположен в 15 км к юго-востоку от райцентра — посёлка городского типа Арсеньево.

## Население
| 2002 | 2010 | 2014 | 2015 |
| ---- | ---- | ---- | ---- |
| 344  | ↘328 | ↗334 | ↘333 |